# Kulkemus
Kulkemus eller Kulkemusjärvi är en sjö på ön Partalansaari i Pihlajavesi i Saimen i Finland. Kulkemus är med sin area på 5,83 km² den största sjön på en ö i Finland. Sjön hör till Sulkava kommun förutom några vikar i söder som hör till Puumala.
Det finns över tio öar och holmar i Kulkemus av vilka Ukonsaari (12 hektar), Halmesaaret (8 hektar), Mäntysaari (7 hektar) och Nuottasaari (3 hektar) är de största.
Kulkemus ligger 78,4 meter över havet. Arean är 5,83 kvadratkilometer och strandlinjen är 46,55 kilometer lång. Sjön  ingår i Vuoksens huvudavrinningsområde.   Den sträcker sig 5,8 kilometer i nord-sydlig riktning, och 3,3 kilometer i öst-västlig riktning.